# Jean du Drac
Jean du Drac (mort à Meaux le 17 mai 1473)   est un ecclésiastique qui fut évêque de Meaux de 1459 à 1473.

## Biographie
Jean du Drac est issu de la famille du Drac originaire de Picardie qui a fourni de nombreux membres du Parlement de Paris et un prévôt des marchands de Paris. Il est lui-même le fils de Jean Ier du Drac, président du parlement de Paris (†1413) et de Jacqueline, dame d'Aÿ (†1404), fille d'un avocat. Il est élu évêque par le chapitre de chanoines en mars 1459 et confirmé par bulle pontificale du 6 avril. En mars 1460 il assiste au concile provincial réunit par l'archevêque de Sens et la même année il est nommé conservateur apostolique des privilèges de l'université de Paris. Dans son diocèse il fait commencer les travaux d'édification  de la tour nord de la cathédrale de Meaux. Il est également à l'origine de nombreux aménagements sur lesquels on distingue les traces de ses armes parlantes: piliers de la nef, chapelle du séminaire et palais épiscopal. Il meurt le 17 mai 1473 et il est inhumé dans la chapelle Notre-Dame  du chevet de la cathédrale.

## Héraldique
Les armoiries de la famille du Drac sont : d'or, au dragon de sinople couronné et lampassé de gueules